# Холидей Хироус
„Холидей Хироус“ (на английски: Holiday Heroes– „Празнични герои“) е сдружение с нестопанска цел в България.
Организацията подпомага социално слаби семейства, възрастни хора, самотни родители и хора с увреждания, като доставя до вратата им хранителни продукти. Сдружението насърчава дарителството и организира кампании по случай национални и християнски празници.
Всяка година хиляди български семейства получават храни от първа необходимост по време на коледните и великденските празници. 
Сдружението разчита на дарения от корпоративния бизнес и от производители на храни и напитки, които да се включат в осигуряването на необходимите продукти за празничните пакети, които се доставят на нуждаещите се. Освен корпорациите в кампаниите на сдружение „Празнични герои“ участват и обикновени хора, които се включват в благотворителните инициативи като отделят средства, даряват храни или извършват доброволен труд в подкрепа на каузата.

## История
Инициатор на идеята е Майкъл Струмейтис – собственик на най-голямата фирма за хидропонни добавки и торове в света Advanced Nutrients. Когато започва своя бизнес в България, Майкъл установява че нивото на корпоративна благотворителност е много ниско и дори да желае да дари на нуждаещите се, няма как да го направи.
„Holiday Heroes“ възниква като кампания през 2012 г., а година по-късно е създадено и регистрирано сдружение „Празнични герои“.

## Цел на сдружението
Целта на сдружение „Празнични герои“ е да се помогне на повече хора да посрещнат светлите християнски празници Коледа и Великден с пълна празнична трапеза. За постигането на целта е нужна помощ от всеки, който вярва, че може да занесе щастие на хора в нужда.

## Как работи организацията?
Кампаниите на Holiday Heroes са кампании за директна благотворителност. Това е благотворителност „от врата до врата“, а целта е доброволецът да дари лично празничен пакет с храна. Към 2015 г. броят на доброволците е над 400, като с всяка изминала кампания броят им расте.
Процесът включва набиране на спонсори, които да предоставят продукти и финансова помощ, и на доброволци, които да са част от акцията – да сортират, опаковат и доставят пакетите с храна до домовете на всеки нуждаещ се.
Празничните пакети с хранителни продукти се раздават на семейства във всички населени места в страната, където са се регистрирали доброволци за разнос, и докъдето е осигурен транспорт до съответното населено място отново от доброволци.

## Кампании
Реализирани кампании и брой семейства, получили празнични пакети:
- Коледа 2012 г. – 1000 семейства
- Великден 2013 г. – 2000 семейства
- Коледа 2013 г. – 5000 семейства
- Великден 2014 г. – 4350 семейства
- Коледа 2014 г. – 4192 семейства
- Великден 2015 г. – 4083 семейства
- Коледа 2015 г. – 5183 семейства
- Великден 2016 г. – 5149 семейства
- Коледа 2016 г. – 5970 семейства
- Великден 2017 г. – 5277 семейства
- Коледа 2017 г. – 5575 семейства

## Участници в кампаниите
- Доброволци – деца, ученици, хора в активна възраст и пенсионери. Те помагат с труд – информират, опаковат, доставят.
- Известни личности – спортисти, певци, артисти и др. публични фигури. Те популяризират идеята и доставят пакетите с храна. Сред посланиците на каузата е и актрисата от любимия сериал „Алф“ – Анн Шедийн.
- Спонсори – фирми, корпорации. Те даряват финансови средства, транспорт, участват в благотворителните инициативи.
- Медии – телевизия, радио, печатни издания, уеб издания, оказват медийна подкрепа на каузата.

## Набиране на дарения
Даренията за кампаниите са индивидуални и корпоративни, а начините за осъществяване са различни:
- чрез изпращане на SMS
- чрез онлайн дарения – PayPal, ePay и по сметка на сдружението
- чрез даряване на продукти и услуги за целите на кампаниите
- чрез участие в иницитиави на кампанията, сред които и популярните спортни турнири под мотото „Спортувай с мисия“

Освен това Holiday Heroes провежда кампании за събиране на хранителни продукти „Избери, купи, дари“. Те се провеждат във вериги магазини, където на клиентите се дава възможност да закупят продукт по избор, който, заедно с други продукти, да бъде доставен в пакет пред вратата на семейство в нужда.
Един от най-популярните методи на сдружението за събиране на средства е инициативата „Спортувай с мисия“, в рамките на която се организират различни спортни турнири и състезания. В тях се включват срещу входна такса корпоративни отбори и играчите от различните компании се състезават в разнообразни спортове – плажен волейбол, футбол, боулинг, картинг, голф, лазерна арена.
„Дари обяд“ е инициатива, в рамките на която служителите в големи, средни и малки компании даряват сумата, с която обикновено плащат обяда си.
Предизвикателството „Не ме е шубе“ е инициатива, в която известни личности излизат от обичайното си амплоа и правят нетипични за тях неща с цел събиране на средства.
Провеждане на концерти, участие в уъркшопове и благотворителни базари също са начини за набиране на средства, но и за насърчаване на подрастващите да участват в благотворителни мероприятия. В рамките на всеки от тях гостите на съответното мероприятие закупуват билет за вход или различни предмети, или участват в изработката на артикули, които след това се продават с благотворителна цел.

## Песни на Holiday Heroes
През 2013 г. поп-изпълнителката Тони, заедно със Светльо Къслев, даряват най-новата си тогава песен „Любов“ за химн на коледната инициатива.

През 2014 г. коледната кампания е съпроводена с изпълнението на Тони, Васил Чергов, Лейди Би и Майкъл Флеминг – Lexus, които правят първия коледен подарък на Празничните герои, като им посвещават съвместната си песен – „Дрескод усмивка“.

Първият международен химн на Holiday Heroes – „Carry The Flame“, е съвместен проект на американската R&B банда Blackstreet, македонската звезда от X-Factor Adria Даниел Каймакоски и българския изпълнител Бобо.

## Корпоративни партньори
Производителите на стоки и доставчиците на услуги даряват продукти или предоставят някоя от предлаганите от тях услуги. Възможно е също фирмите да се включат и с доброволен труд по време на работата в склада и разноса на пакетите с хранителни продукти. Сред тях са:
Нестле България, DB Schenker, Intersnack, Nik, Univista, Димитър Маджаров, Бони, Дунапак, METRO, Trader.bg, Chipita, BERS Logistics, Karting Ring, Мтел, SBTech, VMWare, Roprint, Пепси, Победа АД, Пикадили, Булвест Принт, DMD, Service Lux, Creative Lux, Карлсберг Груп, eSky.bg, mail.bg, Best Foods, Studio 88, TELUS International, Art Rental, Musala Soft, LIDL, Playground, Si Commercial, Right Rental, Лактима Балкан, Белла България, Вила Виктория, Victoria, VipOferta, Vitavel, Zoom Box Center, Bedroom, Aсоциация на студентите по медицина в България, Bulgaria Mall. Comptel, Comverse, Edenred, Фантастико, Градус, Great Wall, Henkel, Fintrade, Infocall, Lacrima, Laundry 88, Inovex, Luxoft, Pepe Jeans, Phillicon, Scandal kids, Pro Camera Rental, Smart Communications, София Мел, St. Sofia Golfclub&SPA, Sutherland Global Services, The Mall, Reputacia.bg, Mall of Sofia, MMoney, PlayKids, Боила, Siemens, Cosmetic Plus, Sony, Jivot.bg, BazART.bg, ДИНО, Telelink, J Point, Sweet Fortune House, XSSoftware, Caldo, „Карфур“, Кока-Кола, Derby, Agi, Света София, Алта България, Юнилевър, Deroni, Хермес, Ulker, Doma, Paradise Center, LIBRA AG, Олинеза, Хели, Auction.bg.

## Медийни партньори
Каузата на Holiday Heroes намира подкрепата от най-авторитетните български медии: Българско национално радио, Българска национална телевизия, НОВА Телевизия, Magic TV, Planeta TV, The Voice, Magic FM, радио Веселина, Дарик радио, радио Витоша, EVA, Grazia, Дневник, vbox7, МениджърNews, vesti.bg. sportal.bg, novini.bg, woman.bg, gong.bg, dnes.bg, az-jenata.bg, HiLife, netinfo company, actualno.com, SportLine,

## Празнични герои
Празничните герои (посланици) са всички известни личности, които подкрепят организацията и популяризират инициативите ѝ с цел да се съберат повече средства за семействата в нужда. Всяка една от популярните личности избира в каква дейност ще се включи, в зависимост от своята заетост. Известните лица помагат, като участват в концерти и уъркшопове, раздават флаери в магазините за събиране на хранителни продукти, опаковат пакети и/или ги носят лично до домовете на семействата или представят проектите на Holiday Heroes в телевизионни или радио участия.
Сред посланиците на каузата са: Иво Танев, Ива Екимова, Ивайло Захариев, Теди Кацарова, Драгомир Симеонов, Ани Михайлова, Вики Терзийска, Дани Ангелов, Майкъл Флеминг, Тони, Бойка Щерева – Лейди Би, Елена Брусарска, Павел Владимиров, Мария Чернева, Веселин Маринов, Анелия, Ива Дойчинова, Евгени Иванов – Пушката, Елеонора Манчева, Александра Жекова, Христо Янев, Калин Врачански, Йоанна Драгнева, Йоанна Темелкова, Милена Златкова, Рут Колева, Михаил Дюзев, Антония Близнакова, Камен Алипиев – Кедъра, Ася Методиева, Стефан Щерев, Фахрадин Фахрадинов, Симеон Славчев, Иво Тончев, Александър Попов, Иван Колев, Методи Ананиев, Матей Казийски, Георги Братоев, Елица Василева, Константин Митев, Стойко Ненчев, Страшимира Филипова, Радостин Стойчев, Симеон Александров, златните момичета от националния отбор по художествена гимнастика, Бобо, Сантра, Ice Cream, Мишо Шамара, Dee, Белослава, Александър Сано – Саното, Божидара Бакалова, Боби Ваклинов, Ванчела, Ваня Щерева, Вили Сечкова, Деси Тенекеджиева, Евелина Борисова, Ивайла Бакалова, Константина Живкова, Милена Славова, Силвия Митева, Илияна Раева, Емил Кошлуков, Диана Любенова, Вяра Атова, Невена Бозукова, Милица Гладнишка и др.